# Robert voor beste mannelijke bijrol
De Robert voor beste mannelijke bijrol  is een filmprijs die jaarlijks op de Robertfest uitgereikt wordt door de Danmarks Film Akademi. 

## Winnaars
| Jaar | Acteur en filmtitel                           |
| ---- | --------------------------------------------- |
| 1984 | Hans Christian Ægidius in Forræderne          |
| 1985 | Bent Mejding in Tro, håb og kærlighed         |
| 1986 | Flemming Jørgensen in Ofelia kommer til byen  |
| 1987 | Peter Hesse Overgaard in Flamberede hjerter   |
| 1988 | Björn Granath in Pelle Erobreren              |
| 1989 | Erik Mørk in Himmel og helvede                |
| 1990 | Tom McEwan in Århus by Night                  |
| 1991 | Peter Schrøder in Springflod                  |
| 1992 | Nikolaj Lie Kaas in Drengene fra Sankt Petri  |
| 1993 | Jesper Christensen in Sofie                   |
| 1994 | Jesper Christensen in Den russiske sangerinde |
| 1995 | Kim Bodnia in Nattevagten                     |
| 1996 | Søren Pilmark in Menneskedyret                |
| 1997 | Ulrich Thomsen in De største helte            |
| 1998 | Jesper Christensen in Barbara                 |
| 1999 | Thomas Bo Larsen in Festen                    |
| 2000 | Jesper Asholt in Mifunes sidste sang          |
| 2001 | Peter Gantzler in Italiensk for begyndere     |
| 2002 | Troels Lyby in En kort en lang                |
| 2003 | Nikolaj Lie Kaas in Elsker dig for evigt      |
| 2004 | Peter Steen in Arven                          |
| 2005 | Søren Pilmark in Kongekabale                  |
| 2006 | Thure Lindhardt in Nordkraft                  |
| 2007 | Bent Mejding in Drømmen                       |
| 2008 | Jesper Asholt in Kunsten at græde i kor       |
| 2009 | Jens Jørn Spottag in To verdener              |
| 2010 | Henning Moritzen in Headhunter                |
| 2011 | Peter Plaugborg in Submarino                  |
| 2012 | Lars Ranthe in Dirch                          |
| 2013 | Mikkel Boe Følsgaard in En kongelig affære    |
| 2014 | Nicolas Bro in Spies & Glistrup               |
| 2015 | Fares Fares in Fasandræberne                  |
| 2016 | Nicolas Bro in for Mænd og høns               |
| 2017 | Lars Mikkelsen in Der kommer en dag           |